# Can Marés
Can Marés era una obra de Susqueda (Selva) que estava inclosa a l'Inventari del Patrimoni Arquitectònic de Catalunya.

## Descripció
Can Marés es tractava d'una masia de grans dimensions estructurada clarament en dues parts molt evidents: per una banda tenim la construcció principal que constava de tres plantes més golfes i que estava coberta amb una teulada a dues aigües de vessants a laterals. En la planta baixa es personificaven els accessos. El primer i segon pis estaven resolts amb el mateix plantejament formal, ja que la meitat de la façana estava projectada com una gran balconada correguda equipada, respectivament, amb dos ampits rústics i matussers de fusta. El pis superior exercia les tasques de golfes.
Mentre que per l'altra, adossat a la construcció principal es trobava un gran cos de planta rectangular que constava de tres plantes i que estava cobert amb una teulada a dues aigües de vessants a façana. En la planta baixa hi havia els accessos. En el primer pis hi havia quatre obertures: les dues dels extrems actuaven com a finestres, mentre que les dues centrals eren projectades com a balconades. El pis superior era el més destacat i es manifestava en la façana a través de quatre grans arcades de mig punt, projectades com a balconades i cobertes en la part frontal amb un ampit de fusta.
Totes les obertures, tant les de la construcció principal com les de la secundària, són bastant irrellevants, ja que a simple vista no han rebut cap treball destacat que mereixi una menció especial. Es tracta d'obertures bastant discretes, ja que no acumulen cap tractament rellevant. Així ni els portals d'accés són grans, ni les finestres estan equipades amb llinda monolítica, muntants i ampit de pedra i els ampits de les respectives balconades són molt simples.
D'acord amb aquesta anàlisi podem concloure que la masia de Can Marés adoptava una morfologia peculiar, que distava bastant de l'aspecte de la resta de masies que hem pogut analitzar de Susqueda.
Pel que fa al tractament o resolució dels espais exteriors, cal dir que els murs de les dues construccions estaven completament arrebossats i pintats de blanc, cosa que no permetia analitzar ni la matèria primera ni les tècniques constructives utilitzades per tal d'aixecar la masia.